# NBA All-Star Game 2023
Le NBA All-Star Game 2023 est la 72e édition du NBA All-Star Game. Il se déroule le 19 février 2023 à la Vivint Arena de Salt Lake City, dans l'Utah, siège du Jazz de l'Utah. C'est la seconde fois que la ville de Salt Lake City accueille le NBA All-Star Game, l'ancienne édition s'est déroulée en 1993, il y a exactement 30 ans. L'événement est retransmis au niveau national par la chaîne TNT pour la 21e année consécutive.
L'annonce du site organisateur est faite le 23 octobre 2019, au cours d'une conférence de presse tenue par la NBA.

## Format
Pour cette édition du All-Star Game, la NBA décide de garder le format utilisé depuis 2020. Le score est mis à zéro à chaque début de quart-temps. Puis, au terme du troisième quart-temps, les scores de chaque équipe sont cumulés. Le vainqueur du match est alors désigné lorsqu’une équipe atteint le score de celle qui se trouvait en tête avant le début du quatrième quart-temps, auquel on ajoute 24 points en hommage à Kobe Bryant.
Pour donner un exemple, si le score est de 116-110, l'équipe vainqueur est la première à atteindre les 140 points, puisque l'on prend les 116 points de la première équipe auxquels on ajoute 24. Ce qui signifie que le dernier quart-temps n'a pas de limite de temps.

## Votes des fans

### Système de vote
Le vote pour le All-Star Game 2023 s'est tenu du 20 décembre 2022 au 21 janvier 2023. Les titulaires sont de nouveau choisis par trois comités : les fans, médias et joueurs. La répartition des votes se fait de la manière suivante, concernant les titulaires des deux équipes : 50% des votes des fans, 25% des votes des médias et 25% des votes des joueurs.
Des checkpoints détaillés ont été réalisés le 5 janvier, le 12 janvier et le 19 janvier. La NBA a également remis au goût du jour les «3-for-1 days», c'est-à-dire que pendant cinq jours, les votes compteront triple ; il s'agissait du 25 décembre puis les 6, 12, 16 et 20 janvier.

### Choix des fans
La NBA a révélé le résultat final des votes, ainsi que les noms des deux capitaines le 26 janvier 2023.

#### Conférence Est
| #  | Joueur (équipe)                           | Nombre de votes |
| -- | ----------------------------------------- | --------------- |
| 1  | Kyrie Irving (Nets de Brooklyn)           | 4 467 232       |
| 2  | Donovan Mitchell (Cavaliers de Cleveland) | 4 440 133       |
| 3  | Jaylen Brown (Celtics de Boston)          | 2 416 644       |
| 4  | James Harden (76ers de Philadelphie)      | 2 211 447       |
| 5  | Trae Young (Hawks d'Atlanta)              | 1 683 696       |
| 6  | DeMar DeRozan (Bulls de Chicago)          | 1 291 807       |
| 7  | LaMelo Ball (Hornets de Charlotte)        | 691 087         |
| 8  | Tyrese Haliburton (Pacers de l'Indiana)   | 653 123         |
| 9  | Derrick Rose (Knicks de New York)         | 428 509         |
| 10 | Darius Garland (Cavaliers de Cleveland)   | 375 405         |

| #  | Joueur (équipe)                            | Nombre de votes |
| -- | ------------------------------------------ | --------------- |
| 1  | Giánnis Antetokoúnmpo (Bucks de Milwaukee) | 6 761 032       |
| 2  | Kevin Durant (Nets de Brooklyn)            | 6 525 199       |
| 3  | Jayson Tatum (Celtics de Boston)           | 5 221 720       |
| 4  | Joel Embiid (76ers de Philadelphie)        | 4 900 482       |
| 5  | Jimmy Butler (Heat de Miami)               | 1 097 720       |
| 6  | Pascal Siakam (Raptors de Toronto)         | 868 243         |
| 7  | Kyle Kuzma (Wizards de Washington)         | 597 167         |
| 8  | / Paolo Banchero (Magic d'Orlando)         | 584 752         |
| 9  | Julius Randle (Knicks de New York)         | 451 862         |
| 10 | Nicolas Claxton (Nets de Brooklyn)         | 440 862         |

#### Conférence Ouest
| #  | Joueur (équipe)                                   | Nombre de votes |
| -- | ------------------------------------------------- | --------------- |
| 1  | Stephen Curry (Warriors de Golden State)          | 5 826 248       |
| 2  | Luka Dončić (Mavericks de Dallas)                 | 5 566 875       |
| 3  | Ja Morant (Grizzlies de Memphis)                  | 2 214 793       |
| 4  | Shai Gilgeous-Alexander (Thunder d'Oklahoma City) | 2 107 557       |
| 5  | Klay Thompson (Warriors de Golden State)          | 1 418 680       |
| 6  | Russell Westbrook (Lakers de Los Angeles)         | 1 125 401       |
| 7  | Damian Lillard (Trail Blazers de Portland)        | 774 826         |
| 8  | De'Aaron Fox (Kings de Sacramento)                | 477 787         |
| 9  | Austin Reaves (Lakers de Los Angeles)             | 464 176         |
| 10 | Devin Booker (Suns de Phoenix)                    | 432 980         |

| #  | Joueur (équipe)                                   | Nombre de votes |
| -- | ------------------------------------------------- | --------------- |
| 1  | LeBron James (Lakers de Los Angeles)              | 7 418 116       |
| 2  | Nikola Jokić (Nuggets de Denver)                  | 5 418 036       |
| 3  | Anthony Davis (Lakers de Los Angeles)             | 4 307 925       |
| 4  | Zion Williamson (Pelicans de La Nouvelle-Orléans) | 4 217 393       |
| 5  | Andrew Wiggins (Warriors de Golden State)         | 2 432 986       |
| 6  | Paul George (Clippers de Los Angeles)             | 1 775 937       |
| 7  | Lauri Markkanen (Jazz de l'Utah)                  | 1 642 052       |
| 8  | Draymond Green (Warriors de Golden State)         | 1 152 752       |
| 9  | Domantas Sabonis (Kings de Sacramento)            | 859 352         |
| 10 | Kevon Looney (Warriors de Golden State)           | 831 521         |

## Sélection des titulaires
| * | Sélectionné en tant que titulaire          |
| C | Sélectionné en tant que capitaine d'équipe |

Une note pondérée est finalement calculée afin de déterminer les titulaires de la conférence, les notes au plus proche de 1 peuvent permettre au joueur d'être élu titulaire,.
Le joueur ayant reçu le plus de votes des fans, parmi les titulaires, est capitaine pour une des deux équipes.

### Conférence Est
| #  | Joueur (équipe)                            | Classement des joueurs | Classement des fans | Classement des médias | Score pondéré |
| -- | ------------------------------------------ | ---------------------- | ------------------- | --------------------- | ------------- |
| 1  | Kyrie Irving (Nets de Brooklyn)*           | 1                      | 1                   | 4                     | 1,75          |
| 2  | Donovan Mitchell (Cavaliers de Cleveland)* | 2                      | 2                   | 1                     | 1,75          |
| 3  | Jaylen Brown (Celtics de Boston)           | 3                      | 3                   | 2                     | 2,75          |
| 4  | James Harden (76ers de Philadelphie)       | 5                      | 4                   | 5                     | 4,5           |
| 5  | Tyrese Haliburton (Pacers de l'Indiana)    | 6                      | 8                   | 3                     | 6,25          |
| 6  | DeMar DeRozan (Bulls de Chicago)           | 4                      | 6                   | 10                    | 6,50          |
| 7  | Trae Young (Hawks d'Atlanta)               | 12                     | 5                   | 6                     | 7,00          |
| 8  | LaMelo Ball (Hornets de Charlotte)         | 9                      | 7                   | 10                    | 8,25          |
| 9  | Darius Garland (Cavaliers de Cleveland)    | 7                      | 10                  | 6                     | 8,25          |
| 10 | Jalen Brunson (Knicks de New York)         | 8                      | 12                  | 9                     | 10,25         |

| #  | Joueur (équipe)                              | Classement des joueurs | Classement des fans | Classement des médias | Score pondéré |
| -- | -------------------------------------------- | ---------------------- | ------------------- | --------------------- | ------------- |
| 1  | Giánnis Antetokoúnmpo (Bucks de Milwaukee) C | 1                      | 1                   | 2                     | 1,25          |
| 2  | Kevin Durant (Nets de Brooklyn)*             | 2                      | 2                   | 4                     | 2,50          |
| 3  | Jayson Tatum (Celtics de Boston)*            | 4                      | 3                   | 1                     | 2,75          |
| 4  | Joel Embiid (76ers de Philadelphie)          | 3                      | 4                   | 3                     | 3,50          |
| 5  | Jimmy Butler (Heat de Miami)                 | 7                      | 5                   | 5                     | 5,50          |
| 6  | Pascal Siakam (Raptors de Toronto)           | 6                      | 6                   | 5                     | 5,75          |
| 7  | / Paolo Banchero (Magic d'Orlando)           | 8                      | 8                   | 5                     | 7,25          |
| 8  | Bam Adebayo (Heat de Miami)                  | 5                      | 11                  | 5                     | 8,00          |
| 9  | Julius Randle (Knicks de New York)           | 10                     | 9                   | 5                     | 8,25          |
| 10 | Kyle Kuzma (Wizards de Washington)           | 16                     | 7                   | 5                     | 9,25          |

### Conférence Ouest
| #  | Joueur (équipe)                                   | Classement des joueurs | Classement des fans | Classement des médias | Score pondéré |
| -- | ------------------------------------------------- | ---------------------- | ------------------- | --------------------- | ------------- |
| 1  | Stephen Curry (Warriors de Golden State)*         | 2                      | 1                   | 2                     | 1,50          |
| 2  | Luka Dončić (Mavericks de Dallas)*                | 1                      | 2                   | 1                     | 1,50          |
| 3  | Ja Morant (Grizzlies de Memphis)                  | 3                      | 3                   | 3                     | 3,00          |
| 4  | Shai Gilgeous-Alexander (Thunder d'Oklahoma City) | 4                      | 4                   | 4                     | 4,00          |
| 5  | Damian Lillard (Trail Blazers de Portland)        | 5                      | 7                   | 5                     | 6,00          |
| 6  | De'Aaron Fox (Kings de Sacramento)                | 5                      | 8                   | 5                     | 6,50          |
| 7  | Devin Booker (Suns de Phoenix)                    | 7                      | 10                  | 5                     | 8,00          |
| 8  | Russell Westbrook (Lakers de Los Angeles)         | 18                     | 6                   | 5                     | 8,75          |
| 9  | Anthony Edwards (Timberwolves du Minnesota)       | 8                      | 13                  | 5                     | 9,75          |
| 10 | Klay Thompson (Warriors de Golden State)          | 25                     | 5                   | 5                     | 10,00         |

| # | Joueur (équipe)                                    | Classement des joueurs | Classement des fans | Classement des médias | Score pondéré |
| - | -------------------------------------------------- | ---------------------- | ------------------- | --------------------- | ------------- |
| 1 | LeBron James (Lakers de Los Angeles) C             | 2                      | 1                   | 2                     | 1,50          |
| 2 | Nikola Jokić (Nuggets de Denver)*                  | 1                      | 2                   | 1                     | 1,50          |
| 3 | Zion Williamson (Pelicans de La Nouvelle-Orléans)* | 3                      | 4                   | 4                     | 3,75          |
| 4 | Anthony Davis (Lakers de Los Angeles)              | 7                      | 3                   | 6                     | 4,75          |
| 5 | Lauri Markkanen (Jazz de l'Utah)                   | 4                      | 7                   | 5                     | 5,75          |
| 6 | Domantas Sabonis (Kings de Sacramento)             | 5                      | 9                   | 3                     | 6,50          |
| 7 | Paul George (Clippers de Los Angeles)              | 6                      | 6                   | 9                     | 6,75          |
| 8 | Andrew Wiggins (Warriors de Golden State)          | 19                     | 5                   | 9                     | 9,50          |
| 9 | Draymond Green (Warriors de Golden State)          | 14                     | 8                   | 9                     | 9,75          |

## Sélection des remplaçants
Les entraîneurs de chaque conférence désignent 7 remplaçants par conférence, qui sont dévoilés le 2 février.
| Joueur            | Équipe                |
| ----------------- | --------------------- |
| Bam Adebayo       | Heat de Miami         |
| Jaylen Brown      | Celtics de Boston     |
| DeMar DeRozan     | Bulls de Chicago      |
| Joel Embiid       | 76ers de Philadelphie |
| Tyrese Haliburton | Pacers de l'Indiana   |
| Jrue Holiday      | Bucks de Milwaukee    |
| Julius Randle     | Knicks de New York    |

| Joueur                  | Équipe                    |
| ----------------------- | ------------------------- |
| Paul George             | Clippers de Los Angeles   |
| Shai Gilgeous-Alexander | Thunder d'Oklahoma City   |
| Jaren Jackson Jr.       | Grizzlies de Memphis      |
| Damian Lillard          | Trail Blazers de Portland |
| Lauri Markkanen         | Jazz de l'Utah            |
| Ja Morant               | Grizzlies de Memphis      |
| Domantas Sabonis        | Kings de Sacramento       |

## Composition des équipes
| * | Sélectionné en tant que titulaire          |
| C | Sélectionné en tant que capitaine d'équipe |

À noter que les absences pour blessures de Stephen Curry, Kevin Durant et Zion Williamson sont compensées par les sélections d'Anthony Edwards, De'Aaron Fox et Pascal Siakam.
| Joueur                                        | Équipe                    | Participation |
| --------------------------------------------- | ------------------------- | ------------- |
| Giánnis Antetokoúnmpo C                       | Bucks de Milwaukee        | 7e            |
| Donovan Mitchell                              | Cavaliers de Cleveland    | 4e            |
| Ja Morant                                     | Grizzlies de Memphis      | 2e            |
| Jayson Tatum                                  | Celtics de Boston         | 4e            |
| Lauri Markkanen                               | Jazz de l'Utah            | 1re           |
| Damian Lillard                                | Trail Blazers de Portland | 7e            |
| Jrue Holiday                                  | Bucks de Milwaukee        | 2e            |
| Shai Gilgeous-Alexander                       | Thunder d'Oklahoma City   | 1re           |
| DeMar DeRozan                                 | Bulls de Chicago          | 6e            |
| Pascal Siakam                                 | Raptors de Toronto        | 2e            |
| Bam Adebayo                                   | Heat de Miami             | 2e            |
| Domantas Sabonis                              | Kings de Sacramento       | 3e            |
| Entraîneur : Joe Mazzulla (Celtics de Boston) |                           |               |

| Joueur                                          | Équipe                    | Participation |
| ----------------------------------------------- | ------------------------- | ------------- |
| LeBron James C                                  | Lakers de Los Angeles     | 19e           |
| Kyrie Irving                                    | Mavericks de Dallas       | 8e            |
| Luka Dončić                                     | Mavericks de Dallas       | 4e            |
| Nikola Jokić                                    | Nuggets de Denver         | 5e            |
| Joel Embiid                                     | 76ers de Philadelphie     | 6e            |
| Jaylen Brown                                    | Celtics de Boston         | 2e            |
| Tyrese Haliburton                               | Pacers de l'Indiana       | 1re           |
| De'Aaron Fox                                    | Kings de Sacramento       | 1re           |
| Anthony Edwards                                 | Timberwolves du Minnesota | 1re           |
| Paul George                                     | Clippers de Los Angeles   | 8e            |
| Julius Randle                                   | Knicks de New York        | 2e            |
| Jaren Jackson Jr.                               | Grizzlies de Memphis      | 1re           |
| Entraîneur : Michael Malone (Nuggets de Denver) |                           |               |

## Match
| 19 février 2023 20h00 | Rapport | Team Giannis 184, Team LeBron 175                      | Team Giannis 184, Team LeBron 175 | Team Giannis 184, Team LeBron 175                  |  | Vivint Smart Home Arena, Salt Lake City Affluence : 17 886 Arbitres : John Goble Mark Lindsay Michael Smith | TNT |
| 19 février 2023 20h00 | Rapport | Score par quart-temps : 46-46, 53-46, 59-49, 26-34     |                                   |                                                    |  | Vivint Smart Home Arena, Salt Lake City Affluence : 17 886 Arbitres : John Goble Mark Lindsay Michael Smith | TNT |
| 19 février 2023 20h00 | Rapport | Score par mi-temps : 99-92, 85-83                      |                                   |                                                    |  | Vivint Smart Home Arena, Salt Lake City Affluence : 17 886 Arbitres : John Goble Mark Lindsay Michael Smith | TNT |
| 19 février 2023 20h00 | Rapport | Jayson Tatum, 55 Jayson Tatum, 10 Donovan Mitchell, 10 | Points Rebonds Passes d.          | Jaylen Brown, 35 Jaylen Brown, 14 Kyrie Irving, 15 |  | Vivint Smart Home Arena, Salt Lake City Affluence : 17 886 Arbitres : John Goble Mark Lindsay Michael Smith | TNT |

MVP : Jayson Tatum

## Entraîneurs
Joe Mazzulla, entraîneur des Celtics de Boston, est sélectionné pour entraîner la Team Giannis.
Michael Malone, entraîneur des Nuggets de Denver, est sélectionné pour entraîner la Team LeBron.

## All-Star Week-end

### Rising Stars Challenge
Le Rising Stars Challenge oppose initialement des joueurs rookies et sophomores de la ligue. Auparavant, les joueurs de première année étaient opposés à ceux de deuxième année. Depuis quelques années, l'opposition est faite entre les joueurs américains (Team USA) et les joueurs internationaux (Team World). Depuis la saison 2021-2022, la NBA a décidé de changer de formule et a dévoilé un nouveau format.
Il s’agit d’un tournoi à quatre équipes de sept joueurs qui vont s’affronter dans un format demi-finale puis finale. Pour gagner ces matchs, il n’y aura pas de temps mais seulement un nombre de points à atteindre. 40 points pour les demi-finales et 25 points pour la finale, qui donnent un total de 65 points à inscrire pour remporter le tournoi.

#### Composition des équipes
La composition des joueurs est annoncée le 7 février, avec un total de 28 joueurs, repartis entre les rookies, sophomores, les joueurs de la NBA Gatorade League et de la NBA G League Ignite.
| Joueur             | Équipe                          |
| ------------------ | ------------------------------- |
| Jose Alvarado      | Pelicans de La Nouvelle-Orléans |
| Paolo Banchero     | Magic d'Orlando                 |
| Scottie Barnes     | Raptors de Toronto              |
| Jaden Ivey         | Pistons de Détroit              |
| Bennedict Mathurin | Pacers de l'Indiana             |
| Keegan Murray      | Kings de Sacramento             |
| Andrew Nembhard    | Pacers de l'Indiana             |

| Joueur          | Équipe                          |
| --------------- | ------------------------------- |
| Ayo Dosunmu1    | Bulls de Chicago                |
| Jalen Green1    | Rockets de Houston              |
| A. J. Griffin   | Hawks d'Atlanta                 |
| Nah'Shon Hyland | Clippers de Los Angeles         |
| Walker Kessler  | Jazz de l'Utah                  |
| Trey Murphy III | Pelicans de La Nouvelle-Orléans |
| Alperen Şengün  | Rockets de Houston              |
| Franz Wagner    | Magic d'Orlando                 |

| Joueur           | Équipe                  |
| ---------------- | ----------------------- |
| Jalen Duren2     | Pistons de Détroit      |
| Tari Eason2      | Rockets de Houston      |
| Josh Giddey      | Thunder d'Oklahoma City |
| Quentin Grimes   | Knicks de New York      |
| Evan Mobley      | Cavaliers de Cleveland  |
| Jabari Smith Jr. | Rockets de Houston      |
| Jeremy Sochan    | Spurs de San Antonio    |
| Jalen Williams   | Thunder d'Oklahoma City |

| Joueur             | Équipe                 |
| ------------------ | ---------------------- |
| Sidy Cissoko       | NBA G League Ignite    |
| Scoot Henderson    | NBA G League Ignite    |
| Mojave King        | NBA G League Ignite    |
| Kenneth Lofton Jr. | Hustle de Memphis      |
| Mac McClung        | Blue Coats du Delaware |
| Leonard Miller     | NBA G League Ignite    |
| Scotty Pippen Jr.  | Lakers de South Bay    |

1 : Ayo Dosunmu remplace Jalen Green, blessé.
2 : Tari Eason remplace Jalen Duren, blessé.

#### Compétition
|  | Demi-finales | Demi-finales |          |    | Finale | Finale |
|  | Demi-finales | Demi-finales |          |    | Finale | Finale |
|  |              |              |          |    |        |        |
|  |              |              |          |    |        |        |
|  |              |              |          |    |        |        |
|  | Team Pau     | 40           |          |    |        |        |
|  | Team Pau     | 40           |          |    |        |        |
|  | Team Deron   | 25           |          |    |        |        |
|  | Team Deron   | 25           | Team Pau | 25 |        |        |
|  |              |              | Team Pau | 25 |        |        |
|  |              | Team Joakim  | 20       |    |        |        |
|  | Team Joakim  | Team Joakim  | 20       | 40 |        |        |
|  | Team Joakim  |              |          | 40 |        |        |
|  | Team Jason   | 32           |          |    |        |        |
|  | Team Jason   | 32           |          |    |        |        |

MVP : José Alvarado

### Concours de dunk
Cette année les participants sont : Trey Murphy III, Kenyon Martin Jr., Jericho Sims et Mac McClung pensionnaire de la NBA Gatorade League.
| Joueur            | Équipe                          | 1er tour         | Finale         |
| ----------------- | ------------------------------- | ---------------- | -------------- |
| Mac McClung       | 76ers de Philadelphie           | 99,8 (50+49,8)   | 100 (50+50)    |
| Trey Murphy III   | Pélicans de La Nouvelle-Orléans | 96 (46,6+49,4)   | 98 (48,8+49,2) |
| Jericho Sims      | Knicks de New York              | 95,4 (47,6+47,8) | N/A            |
| Kenyon Martin Jr. | Rockets de Houston              | 93,2 (46+47,2)   | N/A            |

Vainqueur : Mac McClung

### Concours de tirs à trois points
Les participants du concours de tirs à trois points sont : Tyrese Haliburton, Buddy Hield, Damian Lillard, Julius Randle, Lauri Markkanen, Jayson Tatum, Kevin Huerter et Tyler Herro.
| Pos.        | Joueur            | Équipe                    | 1er tour  | Finale    |
| ----------- | ----------------- | ------------------------- | --------- | --------- |
| Meneur      | Damian Lillard    | Trail Blazers de Portland | 26 points | 26 points |
| Arrière     | Buddy Hield       | Pacers de l'Indiana       | 23 points | 25 points |
| Meneur      | Tyrese Haliburton | Pacers de l'Indiana       | 31 points | 17 points |
| Ailier fort | Lauri Markkanen   | Jazz de l'Utah            | 20 points | N/A       |
| Ailier      | Jayson Tatum      | Celtics de Boston         | 20 points | N/A       |
| Arrière     | Tyler Herro       | Heat de Miami             | 18 points | N/A       |
| Ailier fort | Julius Randle     | Knicks de New York        | 13 points | N/A       |
| Arrière     | Kevin Huerter     | Kings de Sacramento       | 8 points  | N/A       |

Julius Randle remplace Anfernee Simons, blessé.
Vainqueur : Damian Lillard

### Skills Challenge
Team Rooks
| Joueur                                     | Équipe                                                |
| ------------------------------------------ | ----------------------------------------------------- |
| Paolo Banchero Jaden Ivey Jabari Smith Jr. | Magic d'Orlando Pistons de Détroit Rockets de Houston |

Team Jazz
| Joueur                                       | Équipe         |
| -------------------------------------------- | -------------- |
| Jordan Clarkson Walker Kessler Collin Sexton | Jazz de l'Utah |

Team Antetokounmpos
| Joueur                                                 | Équipe                                                  |
| ------------------------------------------------------ | ------------------------------------------------------- |
| Jrue Holiday Álex Antetokoúnmpo Thanásis Antetokoúnmpo | Bucks de Milwaukee Herd du Wisconsin Bucks de Milwaukee |

Jrue Holiday remplace Giannis Antetokounmpo, blessé.
Points de chaque round
| Équipe        | Points 1er round | Points 2e round | Points 3e round |
| ------------- | ---------------- | --------------- | --------------- |
| Jazz          | X                | 88              | 13              |
| Rooks         | 1.14.8           | 78              | 2               |
| Antetokoúnmpo | 1.23.7           | 84              | 8               |

Vainqueurs : Jazz